# Ria Mechigmen
La ria Mechigmen (en anglais : Mechigmen inlet) est une ria située à l'est de la péninsule Tchouktche (Sibérie extrême orientale). Elle se jette dans la baie Mechigmen par une petite passe à proximité de l'ancien village Yupik Masik.

## Géographie
La ria Mechigmen est une ria à l'est de la péninsule Tchouktche. Elle se déverse dans la baie Mechigmen aux environs de Masik, un ancien village Yupik abandonné durant les années 1950. Une étroite bande de terres séparent les deux étendues d'eau, à l'exception d'une petite ouverture en son centre (abords de Masik).

## Géologie
La ria Mechigmen appartient à la dépression Okhotsk-Tchoukotka. L'épaisseur rocheuse au niveau de la ria est faible par rapport au reste de la zone géologique (2,5–3 kilomètres contre une environ 10 au maximum).